# Poteau d'arrêt

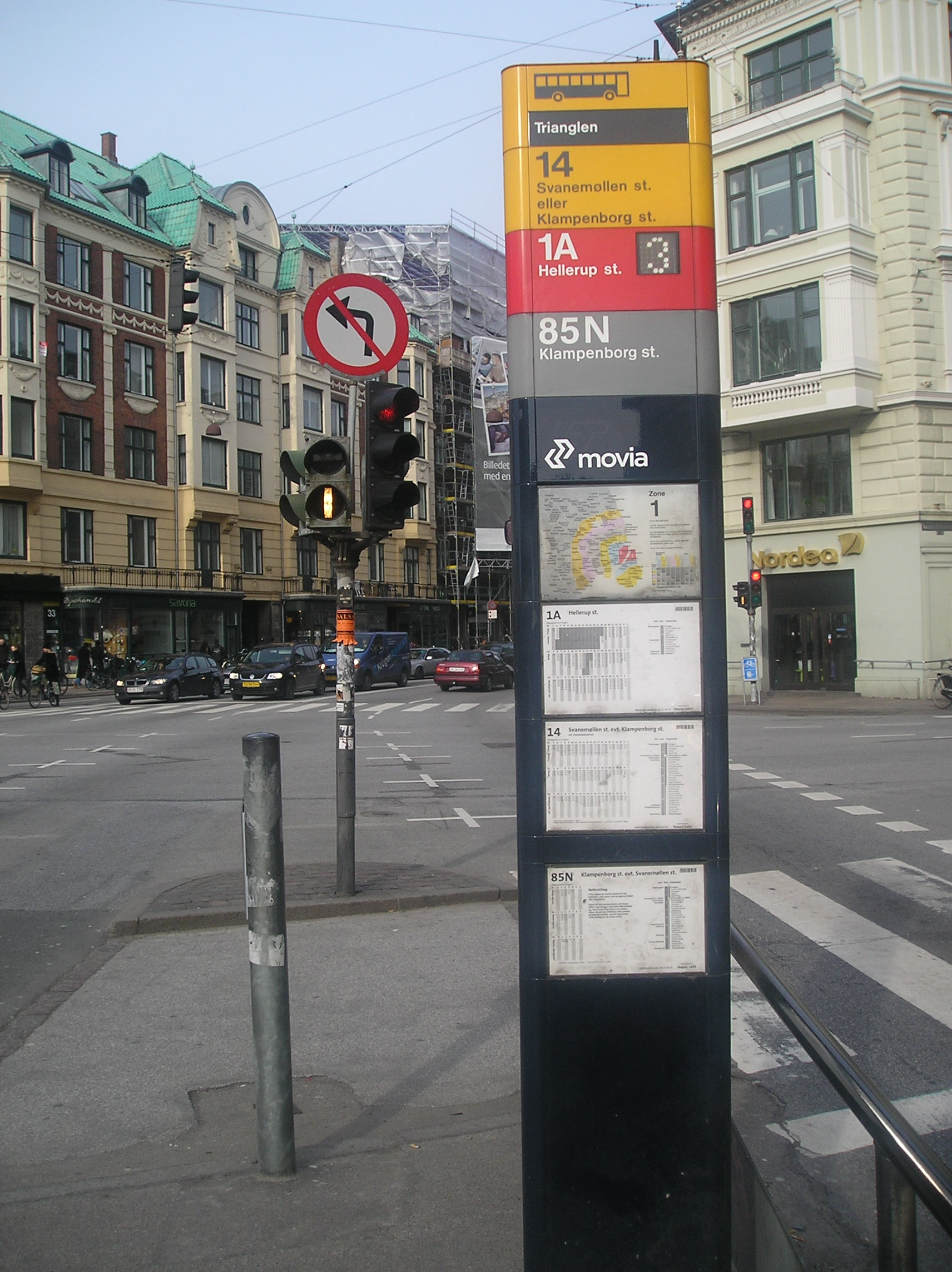
Poteau d'arrêt à Copenhague

Un poteau d'arrêt est un aménagement sur une voirie placé sur les trottoirs, au niveau duquel les autobus intra-urbains ou les autocars inter-urbains du transport public s'arrêtent pour permettre aux usagers de monter ou de descendre du véhicule. 
Cet arrêt de bus « simplifié » peut se réduire à un panneau sous forme de poteau (aussi surnommé "tête de vache"), indiquant les lignes desservant cet arrêt, éventuellement avec les horaires des passages. À la différence de l'abribus ce type d'arrêt simple ne comporte pas de mobilier voyageur dédié (abris), mais peut éventuellement être situé près d'un banc.

## Sources
- S.T.I.F. : Implantation d’un point d’arrêt bus en Ile-de-France, Guide technique à l'usage des collectivités, Cahier de références, 1996.